# Lía (canción)
Lía es el título de una canción compuesta por José María Cano y grabada por primera vez por la cantante madrileña Ana Belén en 1989.

## Descripción
Del género bolero, se trata de una balada romántica, con fondo de saxofón, que canta las excelencias del amor personificado en una mujer de nombre Lía.
En un principio el tema estaba compuesto para integrarse en el repertorio de Mecano y ser interpretado en la voz de Ana Torroja.  Sin embargo finalmente la canción la grabó por primera vez Ana Belén, que la incluyó en su LP Rosa de amor y fuego.

## Versiones
Con posterioridad la canción ha sido versionada entre otros por Julio Iglesias (1992), María Dolores Pradera (1999), el propio José María Cano (2001) y Chenoa (2003).
También se incluye en el repertorio del musical Hoy no me puedo levantar (2005).